# Cleptopsebium linnaei
Cleptopsebium linnaei là một loài bọ cánh cứng trong họ Cerambycidae.